# 福田中央交流センター

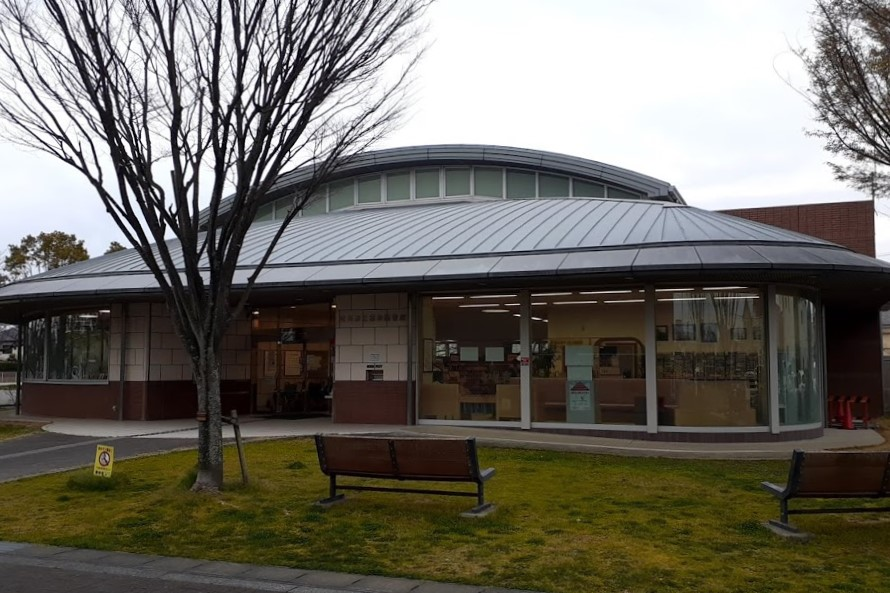
隣接地にある磐田市立福田図書館

福田中央交流センター（ふくでちゅうおうこうりゅうセンター）は、静岡県磐田市福田1587-1にある文化施設。磐田郡福田町にある唯一の文化振興施設である。
主にコンサートや演劇・舞踊に利用されている大ホール、計10室程度の談話室や会議室などを備える複合文化施設である。隣接地に磐田市立福田図書館がある。

## 施設
- 大ホール（800席）※内可動式440席
- 楽屋
- リハーサル室
- 講義室
- 会議室3室
- 視聴覚室
- 和室2室

## 利用案内
- 交通アクセス - 遠鉄バス10磐田市立病院福田線「天竜社前」停留所から徒歩約3分（JR東海道線磐田駅よりバスで25分）
- 磐田市デマンド型乗合タクシー「お助け号」の停留所が設置されている。
- 開館時間 - 9:00～21:30
- 休館日 - 月曜日、第2日曜日